# فتح الجزائر (1516)
فتح الجزائر أو الفتح العثماني للجزائر في عام 1516م، فتح الأخوان العثمانيان خير الدين بربروس وعروج بربروس الجزائر وذلك بعد أن طلب السكان المحليون للجزائر من الأخوين العثمانيين تخليصهم من خطر الإسبان ومضايقاتهم.

## خلفية
في عام 1510م، أنشأ الإسبان حصناً لهم على جزيرة تقع قبالة مدينة الجزائر، بنيت التحصينات على الجزيرة الصغيرة، وأُنشِئت حامية عسكرية مكونة من "200 رجل"، وكانت تقوم هذه الحامية بمضايقة الجزائريين والتضييق عليهم.

## فتح الجزائر
ذهب وفدٌ من الجزائريين إلى عروج بربروس وشكوا إليه ما كانوا يتعرضونه من اعتداءات، وطلبوا منه أن يخلصهم من الإسبان، فوافق بربروس على مطالبهم شريطة انضمام الجزائر للدولة العثمانية، وقصف الحصن الإسباني بالمدافع. فأحس الإسبان بالخطر الذي يشكله الأخوان بربروسا في الجزائر، فقاموا بالتجهيز لحملة كبيرة لطرده، فتحالفوا مع أمير تونس، وساعدتهم بعض القبائل المجاورة، وأتباع سالم التومي الذي حاول اغتيال عروج بربروس إلا أنه فشل في ذلك وكُشف مخططه فقُتِل، وانطلقت الحملة من وهران بقيادة دييغو دوفيرا، ووصلت إلى الجزائر في أواخر عام 1516 ونزلت قرب باب الواد، فسمح لهم عروج بربروس بالنزول إلى البر، وقام بمناوشتهم لإستنزاف قواتهم، واغتنم بربروس الفرصة فتقدم بجيشه وأغرق سفنهم وقتل وأسر الكثير، فكانت هزيمة شديدة لحقت بالإسبان، وبعد هذا الانتصار، خرج سكان المدن المجاورة كالبليدة والمدية ودلس ومليانة وجزء من بلاد القبائل ليبايعوا بربروس أميراً عليهم.